# Cardinal and Ordinal Numbers
Cardinal and Ordinal Numbers est un livre sur les nombres transfinis, écrit par le mathématicien polonais Wacław Sierpiński. Il a été édité en 1958 par la maison Wydawnictwo Naukowe PWN comme le volume numéro 34 de la série « Monografie Matematyczne » de l'Institut de mathématiques de l'Académie polonaise des sciences,. Sierpiński avait déjà écrit sur ce sujet dans son livre de 1928 Leçons sur les nombres transfinis, mais son livre de 1958 est complètement réécrit et nettement plus long. Une deuxième édition de Cardinal and Ordinal Numbers a été publiée en 1965,.

## Sujet
Après cinq chapitres introductifs sur la théorie naïve des ensembles et la notation de la théorie des ensembles, et un sixième chapitre sur l'axiome du choix, le livre comporte quatre chapitres sur les nombres cardinaux, leur arithmétique, et les séries et produits de nombres cardinaux, comprenant environ 50 pages. Ensuite, quatre chapitres plus longs (totalisant environ 180 pages) traitent des ordonnancements d'ensembles, des types d'ordre, des ensembles bien ordonnés, des nombres ordinaux, de l'arithmétique ordinale et du paradoxe de Burali-Forti selon lequel la collection de tous les nombres ordinaux ne peut être un ensemble. Trois derniers chapitres concernent les nombres aleph et l'hypothèse du continu, les énoncés équivalents à l'axiome du choix, et les conséquences de l'axiome du choix,.
La deuxième édition n'apporte que des changements mineurs à la première, à l'exception de l'ajout de notes de bas de page concernant deux développements ultérieurs dans le domaine : la preuve par Paul Cohen de l'indépendance de l'hypothèse du continu, et la construction par Robert M. Solovay du modèle Solovay dans lequel tous les ensembles de nombres réels sont mesurables de Lebesgue.

## Audience et réception
Sierpiński était connu pour ses importantes contributions à la théorie des nombres transfinis,. Le critique Reuben Goodstein qualifie son livre de "mine d'or de résultats". De même, Leonard Gillman écrit qu'il est très précieux "en tant que recueil d'informations mathématiques intéressantes, présentées avec soin et clarté". Gillman et John C. Oxtoby qualifient tous deux le style d'écriture de "tranquille" et "sans hâte",, et bien que Gillman critique la traduction d'un manuscrit polonais antérieur en anglais, qu'il juge peu soignée, et signale plusieurs erreurs dans la bibliographie, il ne trouve pas que l'écriture dans le texte du livre soit problématique.
Dans son texte de 1970 General Topology, Stephen Willard cite ce livre comme l'une des cinq "références standard" de la théorie des ensembles.